# Qoo
Qoo (クー Kū?) es una bebida sin gas de la Coca-Cola Company. Introducido originalmente en Japón en 1999, Qoo ya está disponible en gran parte de Asia en una gran variedad de sabores como la uva y de naranja. En Alemania, la línea de productos se interrumpió en noviembre de 2005.
El nombre proviene de la reacción de la mascota a la degustación de la bebida. La mascota fue diseñada por Momoko Maruyama, quien creó Deko Boko Friends. El jingle, para la versión japonesa original, es cantada por Londell "Taz" Hicks, un estadounidense que ahora vive en Japón, que también hace la voz para el personaje Fo-Fo en "Deko Boko Friends".
Qoo es transcrito en chino como 酷儿 (kù'ér). Evoca imágenes de "chico cool", ya que 酷 (ku) es una transliteración de la palabra fresca en inglés y 儿 (Er) significa 'niño' o 'hijo'.